# Goodradigbee River
Der Goodradigbee River ist ein Fluss im Südosten des australischen Bundesstaates New South Wales.
Er entspringt in der Nähe des Tantangara-Stausees im Kosciuszko-Nationalpark auf einer Höhe von 1650 m, fließt nach Norden und mündet in den Lake Burrinjuck und damit in den Murrumbidgee River.
Der größte Teil seines 1001 km² großen Einzugsbereichs (95 %) ist bewaldet. Ein Teil des Wassers im Oberlauf wird über ein Aquädukt zum Tantangara-Reservoir abgeleitet, ansonsten aber gibt es keine Staustufen auf Fluss. 1968 überlegte die Entwicklungskommission des Australian Capital Territory, im Brindabella Valley einen Staudamm zu bauen, von dem Wasser durch einen Tunnel in den Cotter River abgeleitet werden sollte.
Die Brücke über den Fluss in Wee Jasper wurde 1896 fertiggestellt. Sie ist als frühes Beispiel einer Holzhängewerkbrücke vom Allen-Typ in der Denkmalliste von New South Wales aufgeführt.